# Ribes glabellum
Ribes glabellum är en ripsväxtart som först beskrevs av Ernst Rudolf von Trautvetter och C. A. Meyer, och fick sitt nu gällande namn av T. Hedl.. Ribes glabellum ingår i släktet ripsar, och familjen ripsväxter. Inga underarter finns listade i Catalogue of Life.